# آوده ویترینگ
آوده ویترینگ (به هلندی: Oude Wetering) یک منطقهٔ مسکونی در هلند است که در کاخ ان‌براسم واقع شده‌است. آوده ویترینگ ۴٬۲۰۸ نفر جمعیت دارد.